# ジェームズ・サワビー
ジェームズ・サワビー（James Sowerby、1757年3月21日 - 1822年10月25日）はイギリスの博物学者、博物画家である。

## 略歴
ロンドンに生まれた。父親は版画家で、14歳の時に海洋画家、リチャード・ライト（Richard Wright）の画房に入り、その後、博物画家ウィリアム・ホッジス（William Hodges）の画房に移った。1777年からロイヤル・アカデミー・オブ・アーツで学び、細密画を専門とした。すぐに博物学者のウィリアム・カーティスに見出され、カーティスの『ロンドンの植物』の図版を描き、後にフランスのシャルル＝ルイ・レリティエ・ドゥ・ブリュテルや博物学者のウィリアム・ウィザリングとも知り合い、彼らの著作の図版を描いた。アカデミー・オブ・アーツの仲間の学生のデカール（Robert de Carle）を通じて、ジェームズ・エドワード・スミスやドーソン・ターナーらのと博物学者と知り合った。1786年にはデカールの妹と結婚した。9人の子供が生まれ、息子にはジェームズ（James de Carle Sowerby）や ジョージ（George Brettingham Sowerby I）らの博物学者がいる。
博物画への貢献で1793年にロンドン・リンネ協会のフェローに選ばれ、1798年に会員となった。博物学界の重要な人物のジョゼフ・バンクスとも親しくなった。
植物、動物、鉱物の分野で多くの博物図譜を編集した。
キジカクシ科の植物の属名、Sowerbaea や、ヨーロッパオウギハクジラの英語名、Sowerby's Beaked Whale などにサワビーの名前がつけられている。

## 著書の図版

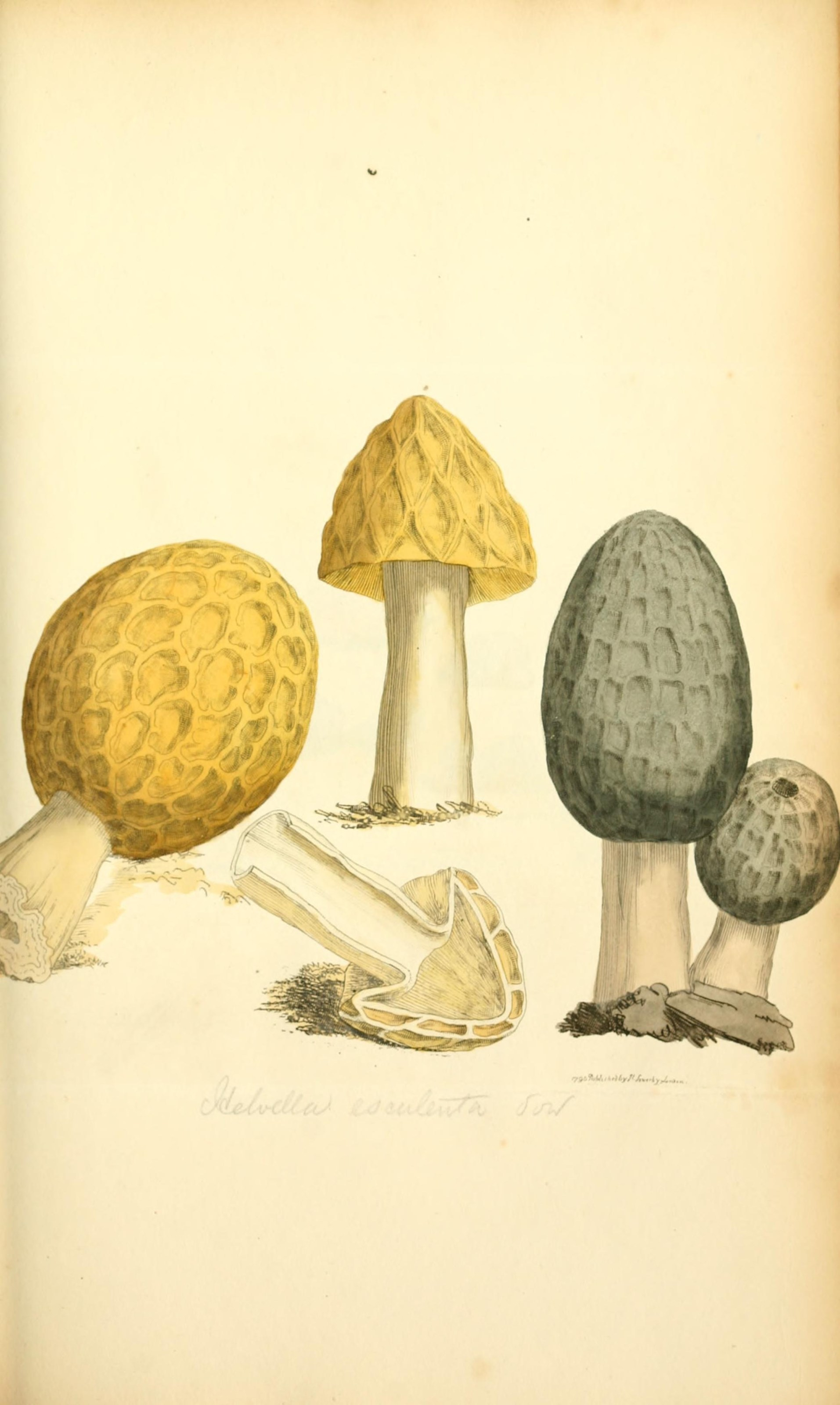
Coloured figures of English fungi or mushrooms
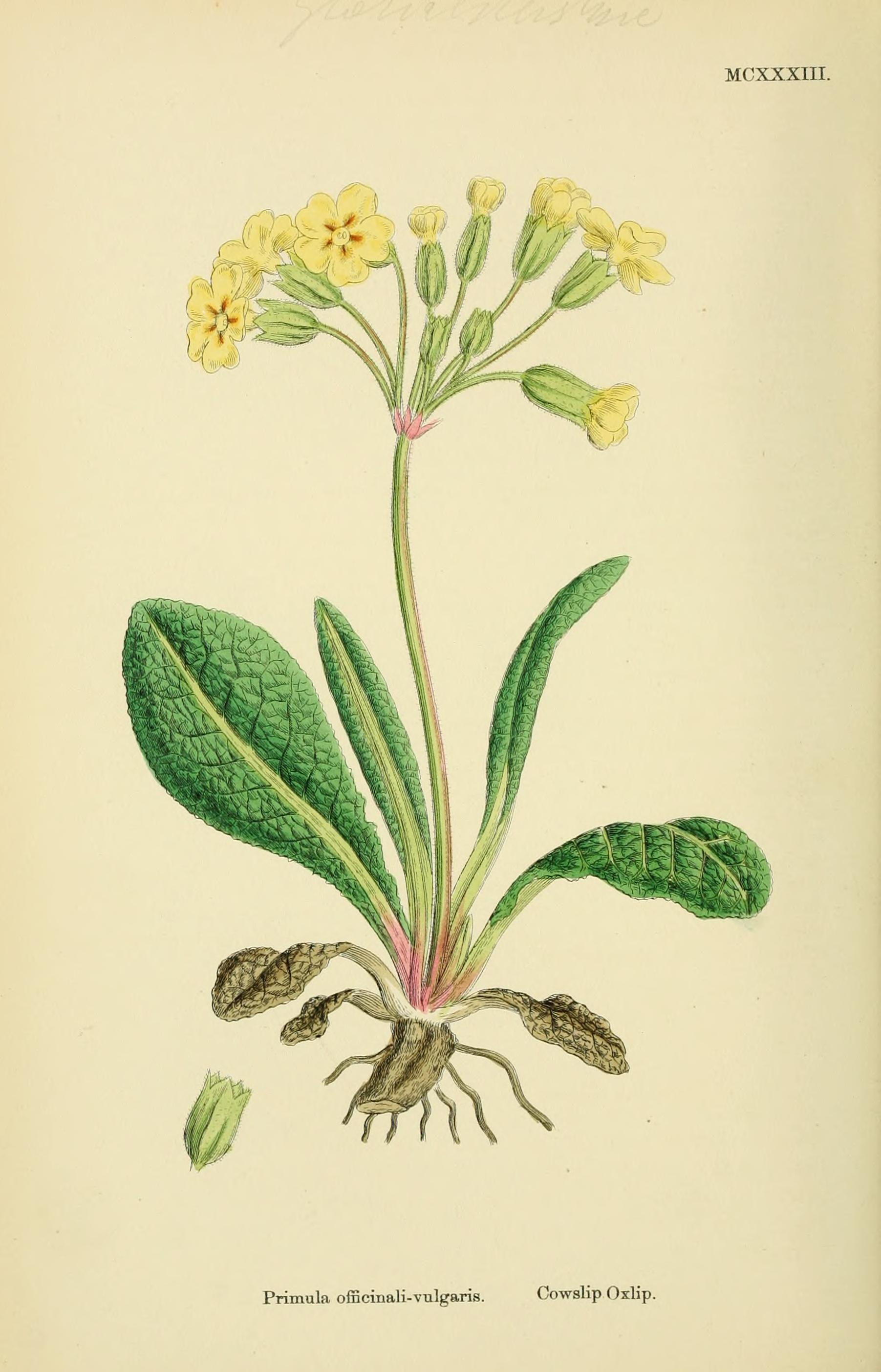
English botany, or, Coloured figures of British plants
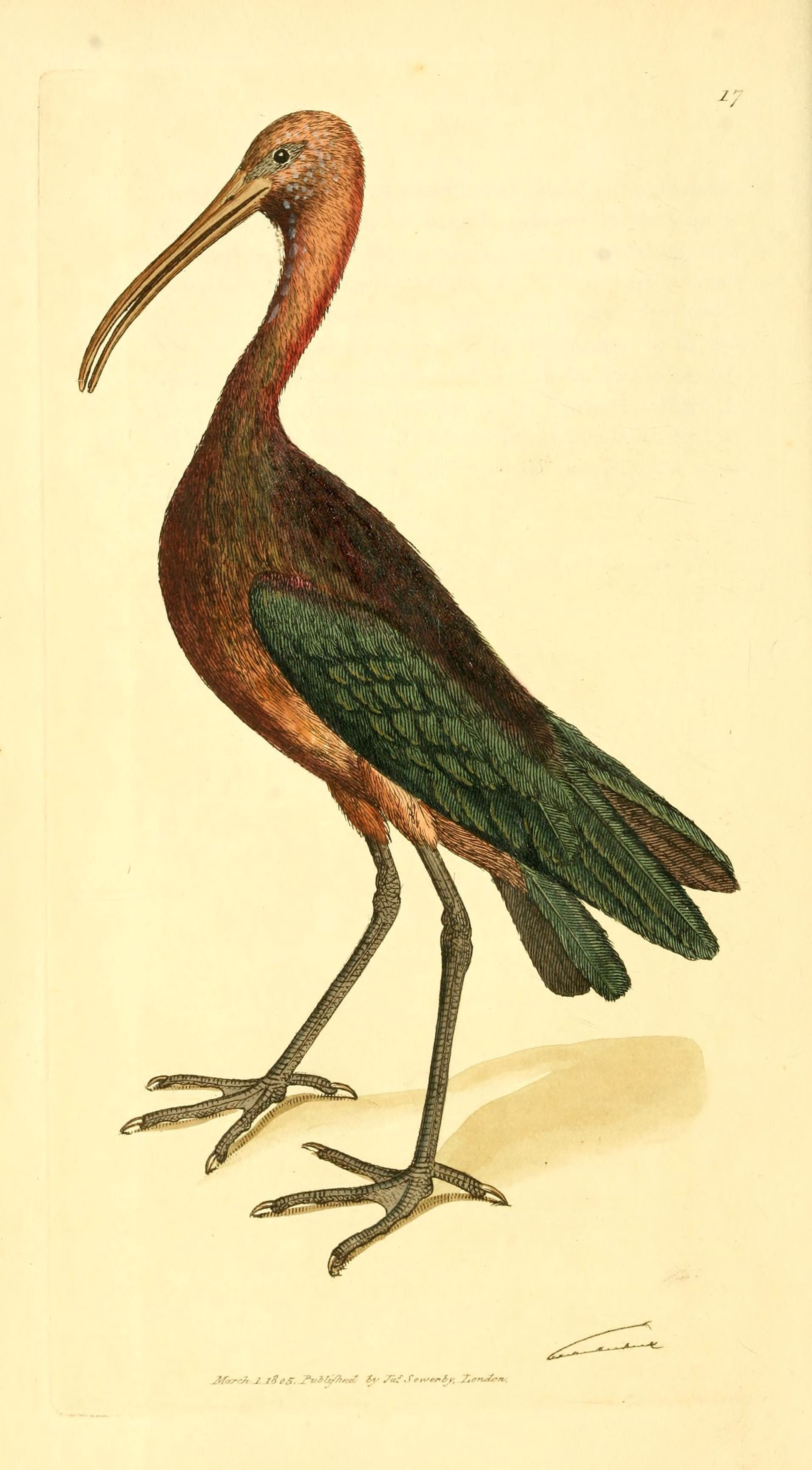
The British miscellany, or, Coloured figures of new, rare, or little known animal subjects
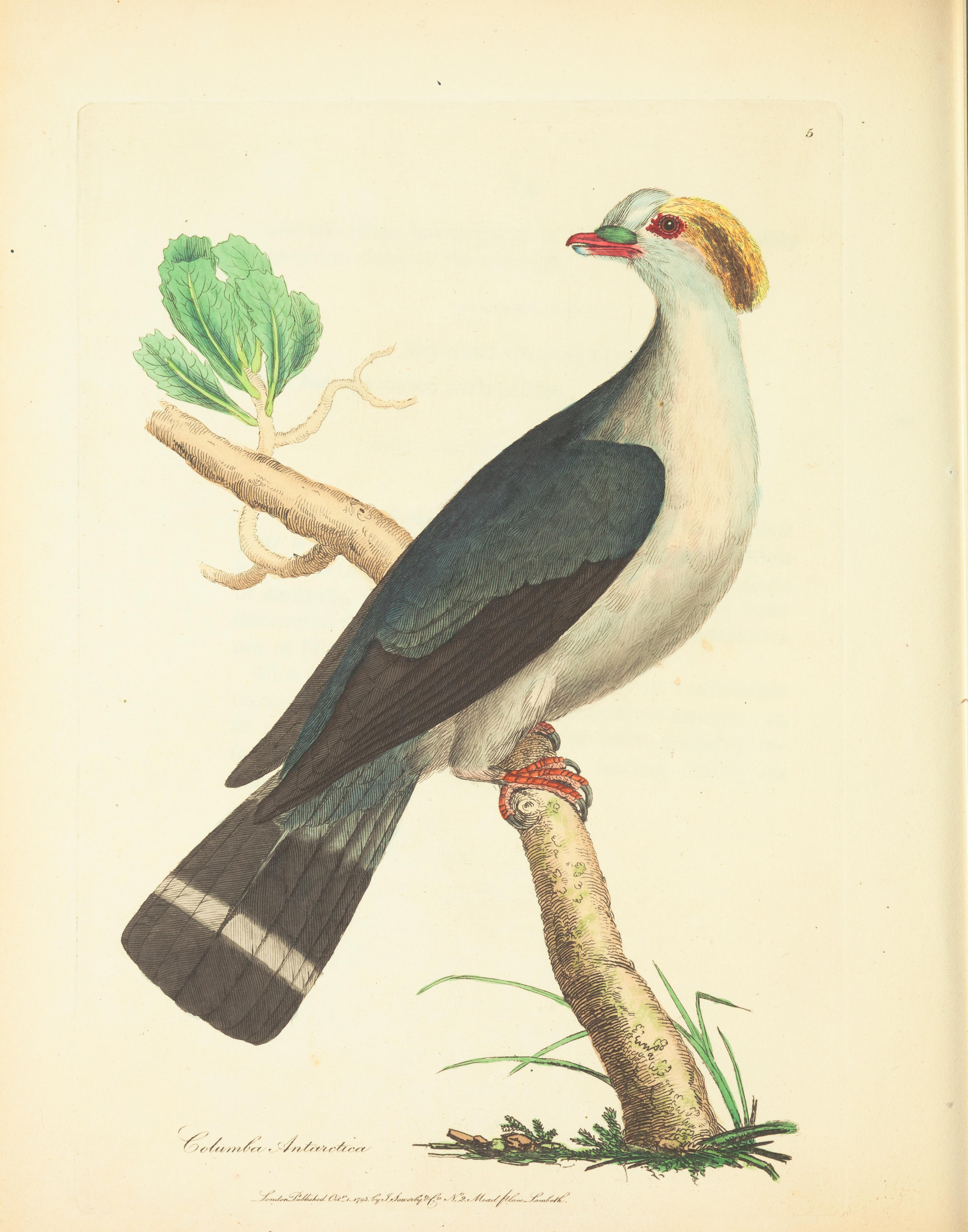
Zoology of New Holland

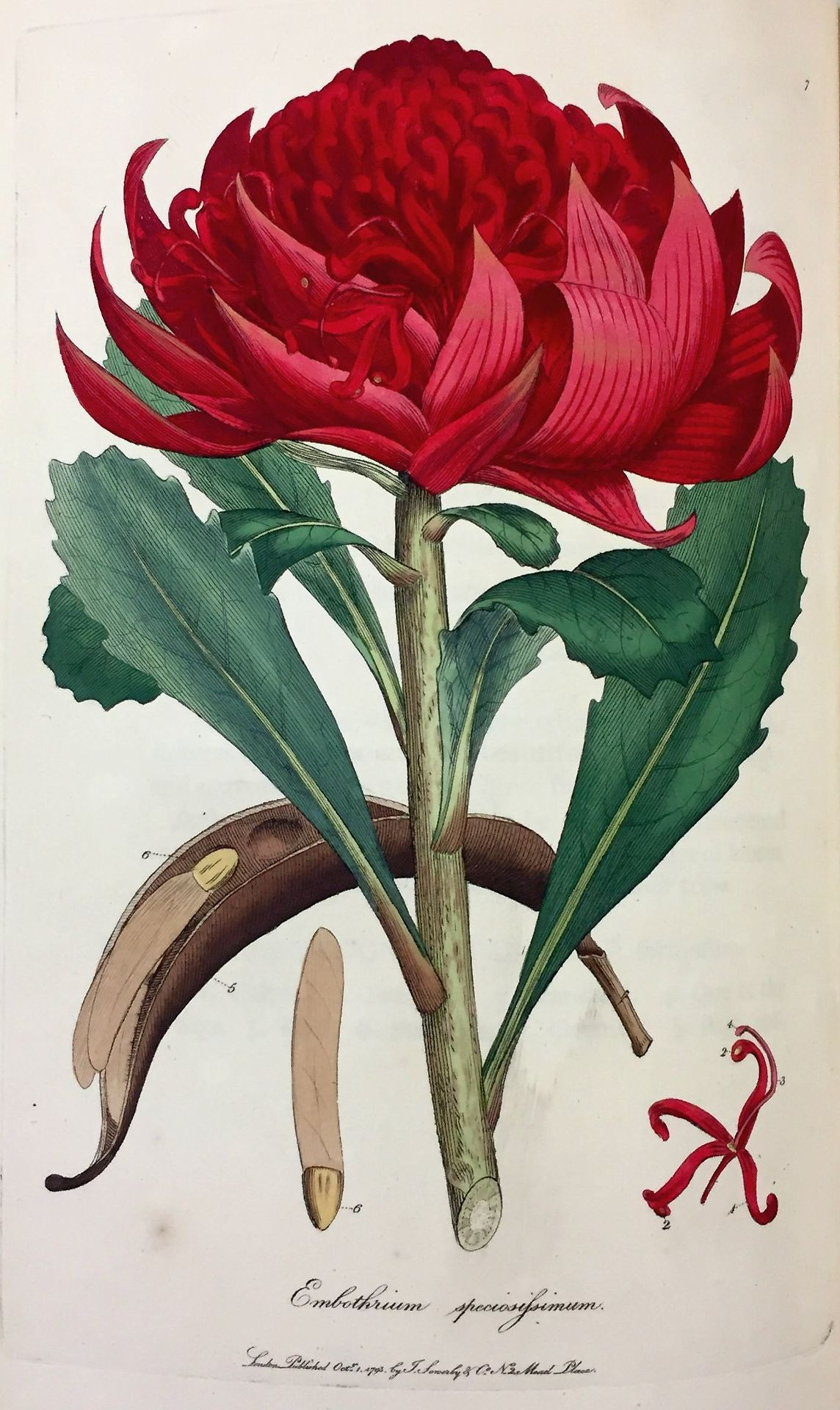
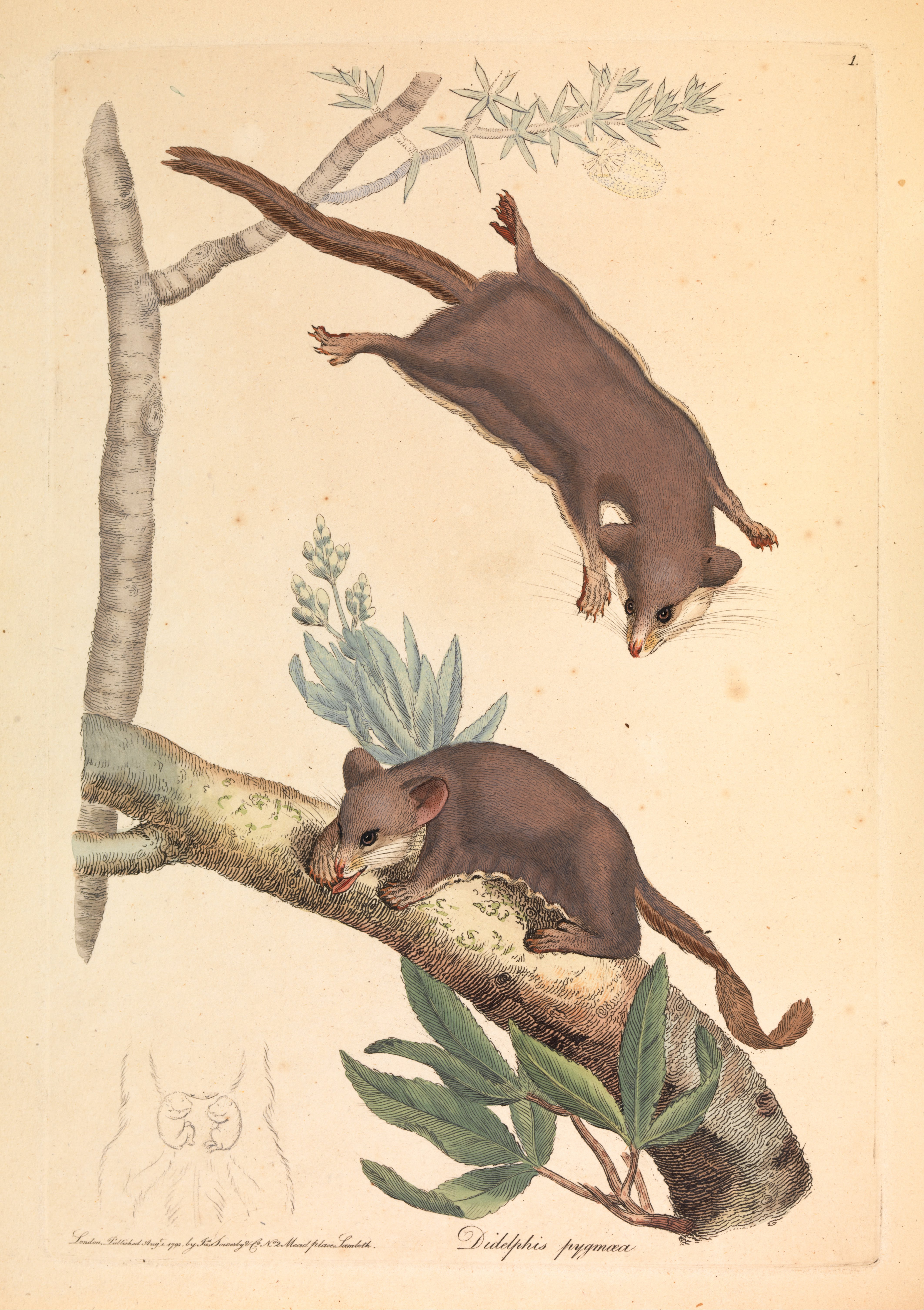
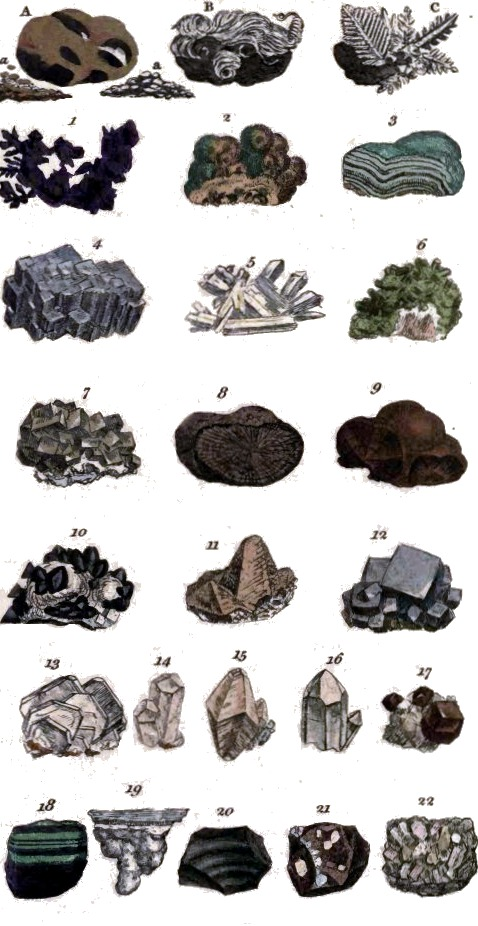

## 著作
- Flora luxurians. 1789–1791.
- A Botanical Drawing-Book …. 1789, 2. Auflage 1791.
- Coloured figures of English Fungi or mushrooms. Davis, London 1797–1815 (Band 1–4).
- The British miscellany, or, Coloured figures of new, rare, or little known animal subjects. London 1806
- English botany or coloured figures of British plants. White, London 1863–1872 (Band 1–11).
- Mineral conchology. Meredith, London 1841 (online).